# France digitale
France digitale es una asociación francesa que reúne a inversores y emprendedores del mundo digital para promover una economía digital. Limitada a Francia, también asesora a los distintos gobiernos del país. France digitale fue creada el 2 de julio de 2012 por 33 contratistas e inversores digitales. Está considerada como la organización profesional más representativa del sector. La asociación se ha dado como misión la creación de un ecosistema digital que haga emerger regularmente la excelencia.

## Historia
La asociación nació bajo dos conclusiones : el desconocimiento por parte de los legisladores y actores públicos del potencial económico y social del sector digital en Francia y la incapacidad de la economía francesa por crear nuevos nichos de mercado digital. Como consecuencia de esta primera conclusión, la asociación publica cada año un barómetro para evaluar la contribución económica y social de las startups francesas, informe realizado por Ernst & Young. El primer barómetro, realizado en los años 2010 y 2011, anunciaba un crecimiento de la cifra de negocio del 33 %, un crecimiento de los efectivos del 24 %, una separación entre las tasas de remuneración de 2,6 y una asociación del capital para los asalariados del 83 %. El segundo barómetro, publicado durante el France Digitale Day (FDDay), el informe principal de la asociación, anunciaba un crecimiento del 40 % de la cifra de asuntos de los startups digitales francesas, cuyas 33 % realizado al extranjero y un aumento de los efectivos del 25 %.
Francia digitale publica notas y recomendaciones sobre las políticas públicas francesas, sobre todo sobre los asuntos fiscales.
La segunda actividad de la federación se apoya en la organización de eventos, sobre todo encuentros trimestrales de directores técnicos, así como un encuentro anual, el France Digital Day, y encuentros temáticos trimestrales, con temas como la fiscalidad, las relaciones con los bancos, los envites reglamentarios o el trabajo. La asociación publica igualmente estudios y presentaciones para el gran público, sobre todo sobre financiación